# Waleri Andrejewitsch Tschaplygin
Waleri Andrejewitsch Tschaplygin (russisch: Валерий Андреевич Чаплыгин; * 23. Mai 1952 in Kursk) ist ein ehemaliger sowjetischer Radrennfahrer und Olympiasieger im Radsport.

## Sportliche Laufbahn
Tschaplygin war Spezialist für Zeitfahren auf der Straße, aber auch ein starker Etappenfahrer. Tschaplygin (in deutschen Medien auch Schaplygin oder Chaplygin) gehörte mit einer Größe von 1,86 Metern und 80 Kilogramm Gewicht zu den kräftigen Fahrertypen seiner Zeit. 1973 siegte er bei der Baltic-Rundfahrt (vor Aavo Pikkuus), einem Etappenrennen, das vor allem Nachwuchsfahrer aus Osteuropa bestritten. 1974 gewann er den Grand Prix de l’Humanité (französisch: Grand Prix cycliste de L’Humanité) in Paris. In der Woche des internationalen Radsports der DDR belegte er den 2. Platz, ebenso im Tribüne Bergpreis.
Bei den UCI-Straßen-Weltmeisterschaften 1974 gewann er mit seinem Team die Silbermedaille im Mannschaftszeitfahren. Im folgenden Jahr gewann er den Giro del Bergamasco in Italien vor Vittorio Algeri, obgleich ihm der schwere Bergkurs mit seinen körperlichen Maßen nicht entgegenkam. Bei den UCI-Straßen-Weltmeisterschaften 1975 war er wiederum im sowjetischen Vierer, der auch wieder Zweiter wurde, vertreten. In Italien siegte er im Etappenrennen Trofeo Dulitax. In der Bulgarien-Rundfahrt 1975 gewann er zwei Etappen sowie die Bergwertung.
1976 gewann er dann mit Anatolij Tschukanow, Uladsimir Kaminski und Aavo Pikkuus die Goldmedaille bei den Olympischen Sommerspielen in Montreal im Mannschaftszeitfahren. Im olympischen Straßenrennen belegte er den 39. Rang. Auch die sowjetische Meisterschaft gewann er in dieser Disziplin im olympischen Jahr (wobei er hier mit der Nationalmannschaft an den Start ging, die dann in dieser Besetzung Olympiasieger wurde). Im Jahr 1978 musste er aus gesundheitlichen Gründen pausieren. 1979 bestritt er wieder Rennen (u. a. Sieg im Internationalen Straßenpreis von Dubnica) und beendete 1981 nach der Österreich-Rundfahrt seine Laufbahn in der Nationalmannschaft. Bis dahin hatte er einige der großen Amateur-Landesrundfahrten bestritten und mehrfach Etappen gewonnen. Bei der Internationalen Friedensfahrt war er 1975 (4. Platz), 1977 (52. Platz) und 1980 (12. Platz) am Start.

## Ehrungen
Tschaplygin wurde 2007 Ehrenbürger seiner Heimatstadt.